# Rhododendron cubittii
Rhododendron cubittii är en ljungväxtart som beskrevs av Hutchinson. Rhododendron cubittii ingår i släktet rododendron, och familjen ljungväxter. Inga underarter finns listade i Catalogue of Life.